# Ptychoptera minuta
Ptychoptera minuta är en tvåvingeart som beskrevs av Tonnoir 1919. Ptychoptera minuta ingår i släktet Ptychoptera och familjen glansmyggor. Arten är reproducerande i Sverige. Inga underarter finns listade i Catalogue of Life.